# شافتسبری (ورمانت)
شافتسبری، ورمانت (به انگلیسی: Shaftsbury, Vermont) یک شهرک نیو انگلند در ایالات متحده آمریکا است که در شهرستان بنینگتن، ورمانت واقع شده‌است.

## خصوصیات
شافتسبری ۱۱۱٫۸ کیلومترمربع مساحت و ۳٬۵۹۰ نفر جمعیت دارد و ۳۱۸ متر بالاتر از سطح دریا واقع شده‌است.